# Heinz Langer (Mathematiker)

Heinz Langer 2015 in Bern

Heinz Langer (* 8. August 1935 in Dresden; † 25. Januar 2024 in Bern) war ein deutsch-österreichischer Mathematiker.

## Leben
Heinz Langer wurde in Dresden-Laubegast geboren. Er besuchte die Oberschule Dresden-Ost von 1949 bis 1953 und erhielt auf Grund seiner Leistungen zum Abschluss die Lessing-Medaille. Danach studierte er Mathematik an der Technischen Hochschule Dresden, wo er 1960 bei Paul Heinz Müller promovierte und sich 1965 habilitierte. 1966 wurde er an die TU Dresden als Professor berufen und wurde Leiter des Wissenschaftsbereichs Wahrscheinlichkeitstheorie und Mathematische Statistik – des Vorläufers des heutigen Institutes für Mathematische Stochastik. 1961/1962 verbrachte er einen Auslandsaufenthalt in Odessa, wo er mit Mark Grigorjewitsch Krein zusammentraf, der einen wichtigen Einfluss auf seine weitere Karriere und auf ihn als Mensch hatte. 1966/1967 folgte ein Auslandsaufenthalt in Toronto. Von 1970 bis 1989 hielt er Gastvorlesungen in Jyväskylä, Stockholm, Uppsala, Linköping, Antwerpen, Groningen, Amsterdam und Regensburg. Im Oktober 1989, einen Monat vor dem Fall der Mauer, verließ er die DDR und ging nach Regensburg. Er erhielt zunächst für ein Jahr eine Professur in Dortmund und danach in Regensburg, bis er 1991 den Ruf auf den Lehrstuhl für Anwendungsorientierte Analysis an der TU Wien annahm. Auch nach seiner Emeritierung blieb Heinz Langer in der internationalen Forschung aktiv, was ihm u. a. eine Visiting Professorship des Leverhulme Trust im Jahr 2010 in Großbritannien eintrug. Heinz Langer lebte auch nach seiner Emeritierung in Wien und zuletzt in Bern.
Im Januar 2024 verstarb Heinz Langer im Alter von 88 Jahren in Bern.

## Wissenschaftliches Werk
Heinz Langer gilt als einer der "weltweit führenden Wissenschaftler in Spektraltheorie und ihren Anwendungen, insbesondere in Operatortheorie in Räumen mit indefiniter Metrik, der mathematische Grenzen verschoben und neue Forschungsgebiete eröffnet hat", wie Aad Dijksma (Groningen) in seiner Laudatio anlässlich der Emeritierung von Heinz Langer 2004 in Wien schreibt. Seit 1998 war er korrespondierendes Mitglied der Österreichischen Akademie der Wissenschaften.
Er ist Autor von mehr als 200 Publikationen, betreute mehr als 25 Doktoranden und wirkte in zahlreichen internationalen Zeitschriften als Mitglied des Editorial Boards mit. Bis zuletzt arbeitete er als Herausgeber der Buchreihe "Operator Theory: Advances and Applications" gemeinsam mit J.A. Ball (Blacksburg), A. Böttcher (Chemnitz), H. Dym (Rehovot) und C. Tretter (Bern).

## Schriften
- mit I. S. Iohvidov, M. G. Krein: Introduction to the spectral theory of operators in spaces with an indefinite metric. Mathematical Research, 9. Akademie-Verlag, Berlin 1982.
- Publikationsliste im Zentralblatt Mathematik: https://zbmath.org/authors/langer.heinz

## Auszeichnungen
- 1953:  Lessingmedaille der DDR
- 1986:  Nationalpreis der DDR III. Klasse für Wissenschaft und Technik
- 2009: Béla-Szőkefalvi-Nagy-Medaille des Bólyai Institutes der Universität der Wissenschaften Szeged
- 2011: Mark-Grigorjewitsch-Krein-Preis in Mathematik der Nationalen Akademie der Wissenschaften der Ukraine[7]
- 2015:  Ehrendoktorwürde der Universität Stockholm
- 2016:  Ehrendoktorwürde der Technischen Universität Dresden[8][9]